# Ceva
Ceva (Seva in piemontese Cêva in ligure) è un comune italiano di 5 888 abitanti della provincia di Cuneo in Piemonte.

## Geografia fisica

### Territorio
La città è ad un'altitudine di 386,65 m s.l.m. e si sviluppa per 42,96 km² su un territorio prevalentemente collinare.
Il centro storico è situato in una sorta di conca naturale, circondata da colline costituite prevalentemente da marna ed altri sedimenti di origine alluvionale. Altre aree, specialmente negli ultimi decenni, hanno iniziato a svilupparsi in zone caratterizzate da piane alluvionali.
Ceva è attraversata dal fiume Tanaro, che nel suo territorio riceve il torrente Cevetta (suo affluente di destra), che a sua volta capta le acque del torrente Bovina.
La Classificazione sismica di Ceva è 4 (bassa possibilità di danni sismici).

### Clima
Ceva è classificata nella zona climatica E ed ha un fabbisogno termico di 2781 Gradi giorno. La normativa attuale limita l'accensione degli impianti di riscaldamento a 14 ore giornaliere dal 15 ottobre al 15 aprile.
La stazione meteorologica dell'Aeronautica Militare e dell'OMM più vicina al comune di Ceva si trova a Mondovì, mentre ve n'è una di ARPA Piemonte anche nel più vicino comune di Saliceto.

## Origini del nome
Non esiste un'etimologia certa del toponimo Ceva, ma varie ipotesi promulgate da diversi autori. Una delle più accreditate è avanzata da Padre Arcangelo Ferro, autore di Ceva e la sua zona, il quale indica una tribù di Liguri di nome Çabates o Cebates che, proveniente dalla Provenza, intorno al 2000 a.C. avrebbe fondato (o dato il nome) alla località che oggi chiamiamo Ceva, con il nome di Ceba.
Altri autori sostengono che il termine Ceba derivi da una particolare razza bovina autoctona della zona in tempi antichi, oppure dalla voce pre-indoeuropea kaiva-i-s, con significato originale di recinto, accampamento, luogo abitato, divenuto successivamente borgo, città, capoluogo.

Ultima ipotesi, indicata nel cosiddetto Manoscritto di Don Parola, identifica nel cognome del console romano Junius Brutus Scaeva l'origine del termine Ceva. Questo console, assieme a Quintus Fabius Gurges, pare fosse stato incaricato nel 292 a.C. dalla Repubblica romana di fondare una colonia per arginare le possibili incursioni dei Galli transalpini.
In ogni caso, l'antico toponimo Ceba è rimasto nel nome della popolazione cittadina, i cebani. (Nome preceduto da cevani, sostituito da quello attuale durante il periodo fascista per rimarcare la romanità della popolazione).

## Storia
Fra la fine del III millennio a.C. e l'inizio del II millennio a.C. le popolazioni iberico-liguri provenienti dalla vicina Provenza penetrarono nel nord Italia, stanziandosi e fondando innumerevoli villaggi ed insediamenti.
Durante la dominazione romana, Ceva era ascritta alla tribù Publilia. Il suo riconoscimento come municipio è dibattuto siccome viene indicato solo nel testo del Ferro e non in altri autori.
Durante il travagliato periodo delle invasioni barbariche Ceva, come tutta la regione circostante, fu soggetta a scorrerie, saccheggi e spopolamento, tanto da far definire in alcuni documenti la zona come Deserta Langarum: landa, regione deserta.
Nel medioevo Ceva conobbe un nuovo periodo di prosperità. Divenne capitale di un marchesato aleramico, fondato da Anselmo II, figlio di Bonifacio del Vasto ed originato dalla suddivisione di un dominio più vasto fra i vari figli dello stesso Bonifacio. Il marchesato ebbe i momenti più floridi nel corso del XII secolo, acquistando grande influenza e prestigio presso le corti regionali italiane. Il marchesato di Ceva parteggiò per i ghibellini, ma passò talvolta alla fazione opposta.

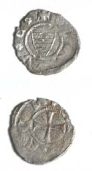
Denaro emesso in epoca marchionale

In questo periodo venne coniata moneta cebana, venendo istituita la zecca nell'antico palazzo municipale, vennero costruiti raffinati palazzi nobiliari, edifici pubblici ed anche un carcere cittadino, sul quale verrà, nel XIX secolo, costruito il teatro civico.
Venne anche cinta da mura difensive (alcuni resti sono ancora ben visibili) e vennero costruite otto porte di accesso.
Il centro urbano venne a crearsi con una regolare disposizione di vie perpendicolari fra loro, pianta che si riflette ancora oggi nella morfologia delle vie cittadine.
Dopo una devastante guerra per il potere sul marchesato fra Guglielmo IV e suo fratello Giorgio II "Nano", Ceva nel 1296 passò sotto la signoria di Asti (con il marchese Giorgio II come faudatario), perdendo per sempre la sua indipendenza. Dopo Asti, Ceva passò sotto le signorie dei marchesi del Monferrato, dei Visconti di Milano, dei duchi di Orleans ed infine, nel 1535, dei Savoia. Con l'arrivo dei Savoia ebbe anche termine la dinastia aleramica dei marchesi, venendo essa sostituita da quella dei Pallavicino. Di questa famiglia fu capostipite Giulio Cesare Pallavicino, primo ad essere nominato governatore di Ceva e ottenere il titolo di marchese, che trasmise alla sua discendenza. Oltre ai Pallavicino furono feudatari di questo castello i Bassi, i Blengini, i Derossi, i Filippone, i Morozzo di Magliano, i Massimini, i Mochia, gli Orta-Gagliardi, i Vaschi e i della Chiesa d’Isasca.
Carlo Emanuele II, con decreto del 1651, nominò Ceva capoluogo di una provincia composta da quarantuno comuni; nel 1773 venne insignita del titolo di città.
Pietro Giannone, dal dicembre 1738 al 1744, fu tenuto prigioniero nella fortezza della città, dove scrisse alcuni dei suoi componimenti più famosi.
Durante la campagna d'Italia di Napoleone Bonaparte Ceva rischiò di essere teatro di battaglie: vi era, sulla rocca che sovrasta la città, un'importante fortificazione (la cui prima edificazione risale al XVI secolo) dotata di artiglierie che, stando alle cronache dell'epoca, costituiva una spina nel fianco nella strategia napoleonica. Si prevedeva che la fortezza dovesse essere assediata e che la città dovesse subirne le conseguenze, ma la rapida avanzata francese da meridione fece sì che il forte venisse abbandonato dalla sua guarnigione, nel tentativo di ricongiungersi con il resto delle armate piemontesi ed austriache (Battaglia di Ceva). Nel 1800 il forte venne raso al suolo per ordine diretto di Napoleone.

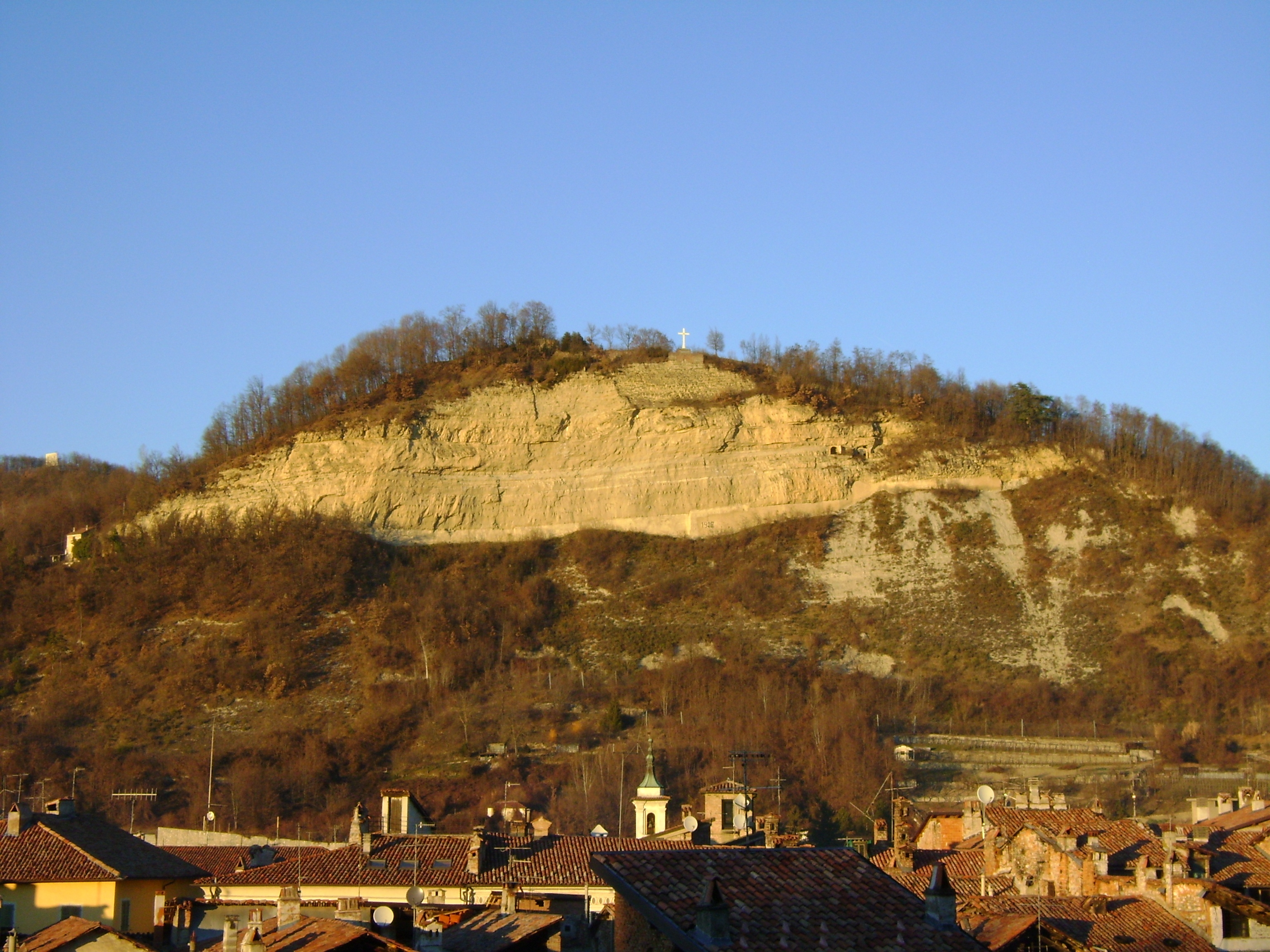
La Rocca del Forte alla cui sommità si trovava la fortificazione

Durante il XIX secolo, Ceva divenne un importante snodo ferroviario sulla linea diretta tra Torino e Savona. V'è la biforcazione per l'Alta Val Tanaro (il progetto era di arrivare nella Liguria di ponente), ma la linea si fermò ad Ormea. Questo sistema ferroviario, le permise di dotarsi di un discreto apparato industriale. Notevole sviluppo ebbe, l'industria tessile, con l'allevamento del baco da seta e la relativa produzione di filati. Ad oggi non resta nulla di quelle produzioni, a parte il toponimo filatoio rimasto a designare il quartiere ove un tempo si trovavano le officine dedite a questo genere di produzione.
Durante la seconda guerra mondiale, dopo l'8 settembre, Ceva fu sede di un comando tedesco, che in associazione con i fascisti della repubblica di Salò, rastrellò vari cittadini cebani, costringendoli ai lavori forzati in Austria e Germania. La presenza di quel comando nazista portò ad alcuni bombardamenti tattici da parte delle aviazioni britannica e statunitense. Episodio notevole fu l'attacco della presunta sede del comando germanico, che secondo le informazioni in mano agli Alleati si trovava in una chiesa a pianta circolare sovrastata da una cupola. L'attacco aereo colpì la chiesa di San Bernardino, che effettivamente presentava una pianta simile. La sede del comando però si trovava nella cappella adiacente al Castello Rosso, antica dimora dei marchesi, così l'edificio rimase intatto.
Nel novembre 1994 la città subì ingenti danni a causa dello straripamento del fiume Tanaro e dei suoi affluenti. Vennero superati i tre metri di piena.

### Simboli

#### Stemma
Lo stemma di Ceva è uno scudo fasciato di sei pezzi d'oro e di nero, timbrato da una corona da marchese e circondato da palme.
Le armi della città sono le stesse che il marchese Guglielmo I (della dinastia aleramica del ramo di Savona) adottò quando, nel 1170, divise il territorio di Ceva da quello di Clavesana (del quale il fratello Bonifacio divenne primo marchese).
Le palme simboleggiano i numerosi assedi subìti dalla città: nel 1260 da parte di Carlo d'Angiò, nel 1352 dai Visconti di Milano, nel 1415 da Amedeo VIII di Savoia, nel 1796 e nel 1800 da parte delle truppe di Napoleone Bonaparte.

#### Gonfalone
Il gonfalone di Ceva riporta lo stemma cittadino circondato da ricami dorati, sovrastato dalla dicitura "Città di Ceva" su un drappo a fondo azzurro.

### Onorificenze
Il comune ha titolo di città grazie ad un decreto di re Carlo Emanuele III di Savoia.

## Monumenti e luoghi d'interesse

### Architetture civili

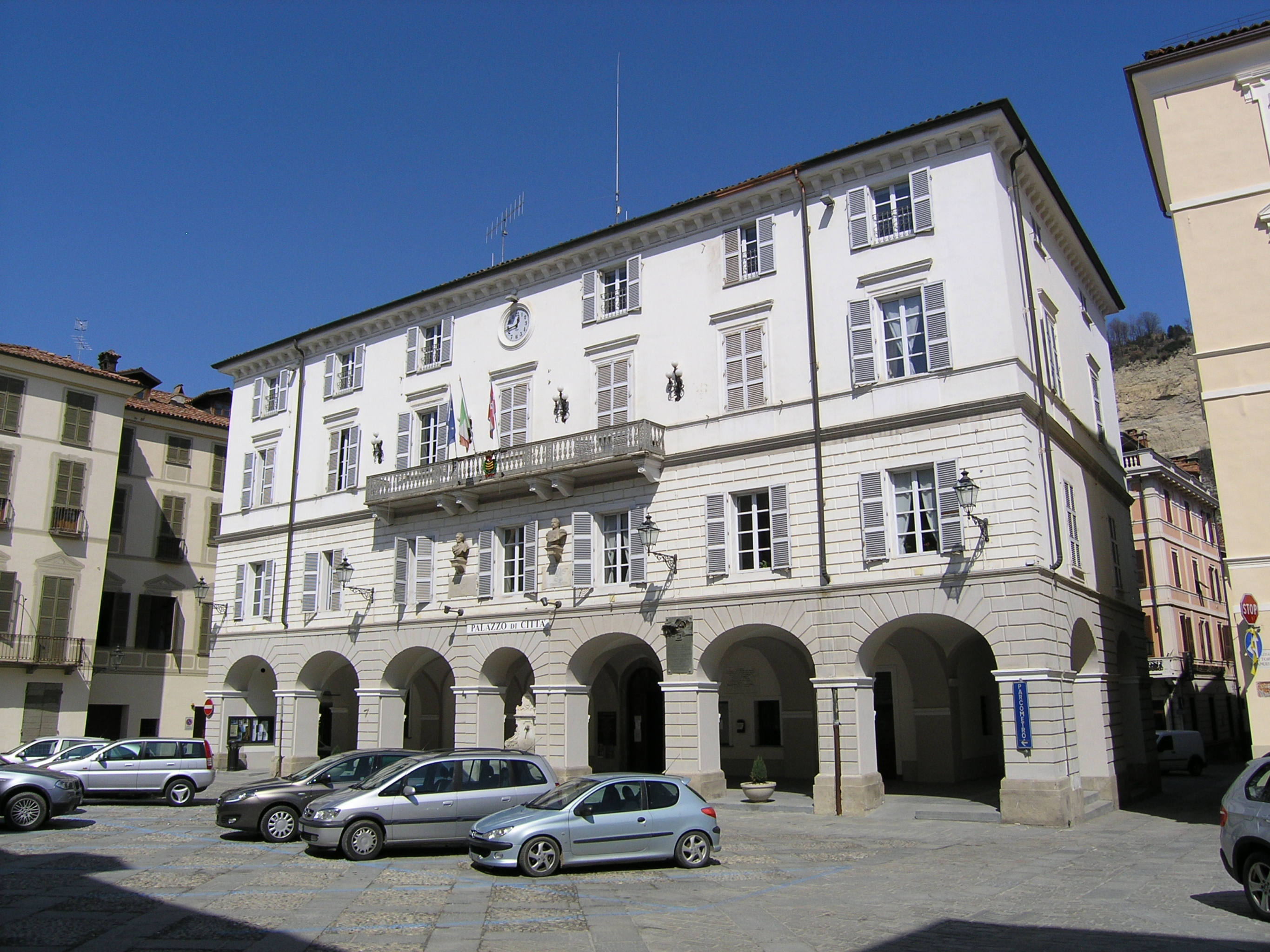
Il Palazzo di Città

- Castello Bianco: antica abitazione dei Marchesi Pallavicino di Ceva e Priola ed antica casa canonica.
- Castello Rosso: antica abitazione dei Marchesi Pallavicino di Ceva e Priola.
- Torre del Campanone: anticamente detta Porta Solaia, era la via d'accesso attraverso le mura per chi proveniva da meridione. Trasformata e rimaneggiata più volte, venne trasformata in torre campanaria in stile settecentesco, con la funzione di orologio cittadino e segnalazione di allarmi.
- Teatro Carlo Marenco: è un raffinato edificio di gusto neoclassico, fu iniziato nell'aprile del 1860, abbattendo gli antichi locali delle carceri della città, e completato il 31 agosto 1861. Negli ultimi anni sono stati effettuati importanti restauri che hanno riportato il teatro ai suoi antichi splendori. Si trova in piazza Cardinale Francesco Adriano e può contenere circa trecento persone.
- Palazzo di Città: è un edificio ottocentesco progettato dall'ingegnere cebano Levi Donato, i cui lavori di costruzione iniziarono nel 1860 e si conclusero nel 1866. Si presenta come un monumentale ed imponente palazzo, ingentilito da sobrie ed eleganti decorazioni, affacciato sulla piazza maggiore del centro storico. La facciata presenta alla sommità un grande orologio, seguito più in basso un imponente balcone con lo stemma cittadino. Sono inoltre presenti i busti marmorei di due illustri cebani ed alcune targhe commemorative. Al piano terra è presente un ampio porticato, che ospita una fontana in marmo chiaro locale.

- Casa medioevale. In Val Gelata, attuale via De Rossi, un'antica costruzione civile con elementi portanti in legno.

### Architetture militari

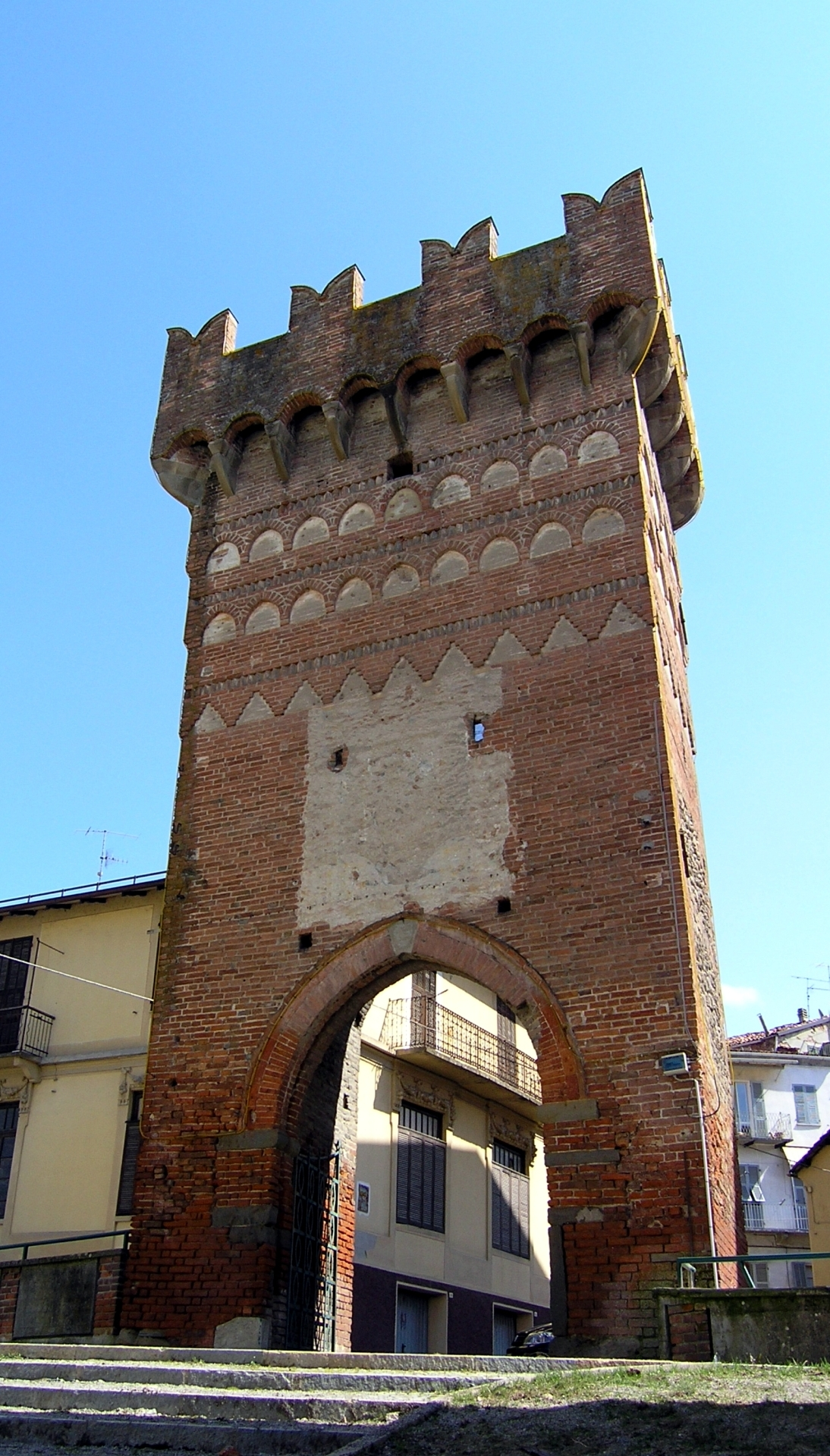
La Torre di Porta Tanaro

- Torre di Porta Tanaro: comunemente nota come "Torre Guelfa" pur presentando una merlatura a coda di rondine, quindi chiaramente Ghibellina! Torre costruita fra la metà del XIV secolo e l'inizio del XV, dopo che l'alluvione del 7 ottobre 1331 distrusse il ponte di dodici arcate sul Tanaro e la porta che lo controllava. La torre è a gola aperta, ovvero chiusa su tre lati, il quarto aperto e rivolto verso l’interno città. Nei secoli successivi la sommità della torre ed i relativi merli vennero coperti da un tetto, e solo in epoca relativamente recente sono di nuovo stati messi alla luce[21].

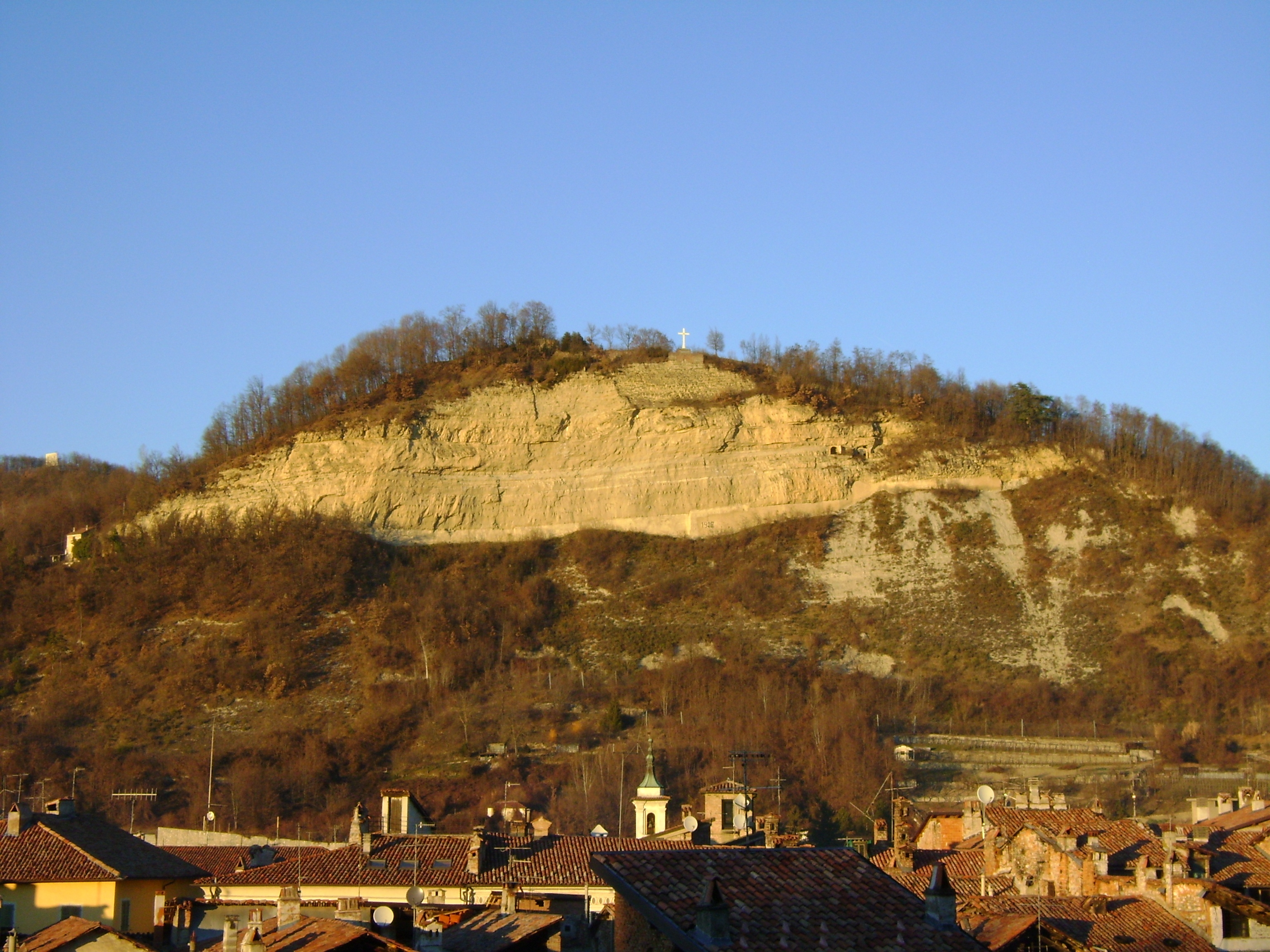
La Rocca del Forte alla cui sommità si trovava la fortificazione

- Forte di Ceva (resti): la rocca, una parete verticale alta varie decine di metri, che sovrasta la città, fu fortificata a partire dal 1560 per volere del Duca Emanuele Filiberto I di Savoia. La fortezza aveva forma quadrangolare, su tre lati era cinta da possenti bastioni protettivi, mentre a strapiombo sulla città bassa vi erano le caserme e gli alloggi. Sono tuttora ben visibili le grotte scavate nella roccia ed a poca distanza lo spettacolare cedro, si dice messo a dimora ai tempi della distruzione. Fu inespugnabile per lunghi secoli, e servì anche da prigione per personaggi illustri, tra cui l'illuminista Pietro Giannone. Fu distrutto dalle mine dei napoleonici, dopo il trattato di Cherasco e la vittoria francese di Marengo. Esistono ancora ruderi di torri sul lato verso le Langhe ed il torrente Bovina, semi nascosti nel bosco.

- Caserma Giuseppe Galliano: edificio ottocentesco, per lungo tempo fu sede del battaglione Ceva, 1º reggimento alpini, sotto la 4ª Divisione alpina "Cuneense"[22]. In seguito allo scioglimento dell'unità l'edificio venne usato dalle varie amministrazioni comunali a vari scopi, fra cui sede del locale distaccamento dei vigili del fuoco. È stato, fino al 2017, sede del Centro di Formazione del Corpo Forestale dello Stato[23] ed attualmente è sede del Centro Addestramento dei Carabinieri Forestali.

- Ruderi del castello di Malpotremo: edificato nel medioevo e distrutto nel XVII secolo probabilmente dai francesi in transito. Fino alla fine del XIX secolo, v'era una torre a pianta rotonda che venne smantellata per ricavarne materiale da costruzione. Oggi del castello non restano che pochi ruderi.

- Castello delle Mollere: sono presenti tutt'oggi i resti del castello vicino al torrente Cevetta.

### Architetture religiose

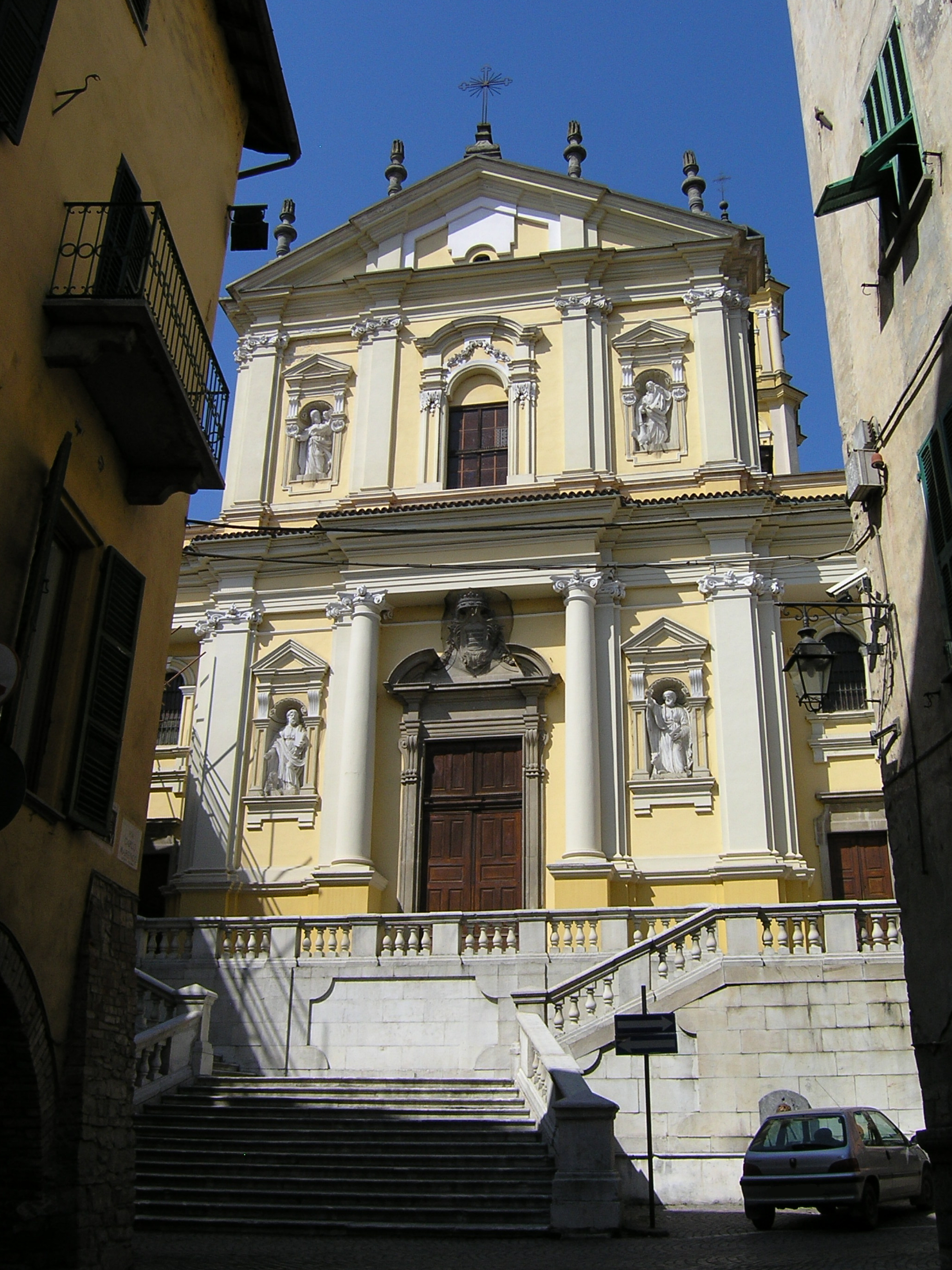
Collegiata dell'Assunzione della Beata Maria Vergine

- Collegiata dell'Assunzione della Beata Maria Vergine: conosciuta comunemente come Duomo, è il principale luogo sacro della città, sede della parrocchia intitolata anch'essa all'Assunta[24]. Si tratta di un edificio barocco, la cui edificazione fu iniziata per volontà della cittadinanza agli inizi del seicento, lavori che si protrassero fino agli inizi dell'ottocento e si conclusero con la consacrazione avvenuta nel 1804[25]. La struttura presenta un'unica grande navata fiancheggiata da quattro cappelle per lato (della Madonna del Rosario, con accanto una piccola nicchia contenente una statua di Sant'Antonio da Padova; della Compagnia del Suffragio, presso il quale si trova il sepolcro dei canonici della Collegiata; dell'Immacolata; del Battistero; dell'Assunta; di San Giuseppe; della Madonna del Carmine e dell'Addolorata), caratteristica molto comune in epoca controriformista; sono visibili inoltre ricche decorazioni sia sulle pareti sia nei vari altari secondari, mentre l'imponente altare principale è un'opera del 1790 in marmi policromi. La facciata in stile neoclassico è monumentale, scandita in ordini con nicchie contenenti statue dei quattro evangelisti. È visibile anche lo stemma cittadino, che sormonta il portale principale. La chiesa presenta inoltre un alto campanile, sempre in stile barocco, ed una scalinata in marmo che dà su via Marenco, la via maestra del centro storico. Ospitava un collegio di canonici, abolito con le leggi Siccardi, che probabilmente esisteva fin dal 1100.
- Chiesa del convento dei Padri Cappuccini: nell'omonima piazza, si tratta di un edificio rimodernato nel dopoguerra, con due altari laterali e affreschi del pittore Crida nel presbiterio. Assieme al duomo cittadino è la seconda chiesa in cui si officia regolarmente, anche se dal 2012 il convento è formalmente chiuso[26]. La presenza dei frati cappuccini a Ceva è terminata con l'ultima Messa officiata domenica 30 aprile 2023[27].

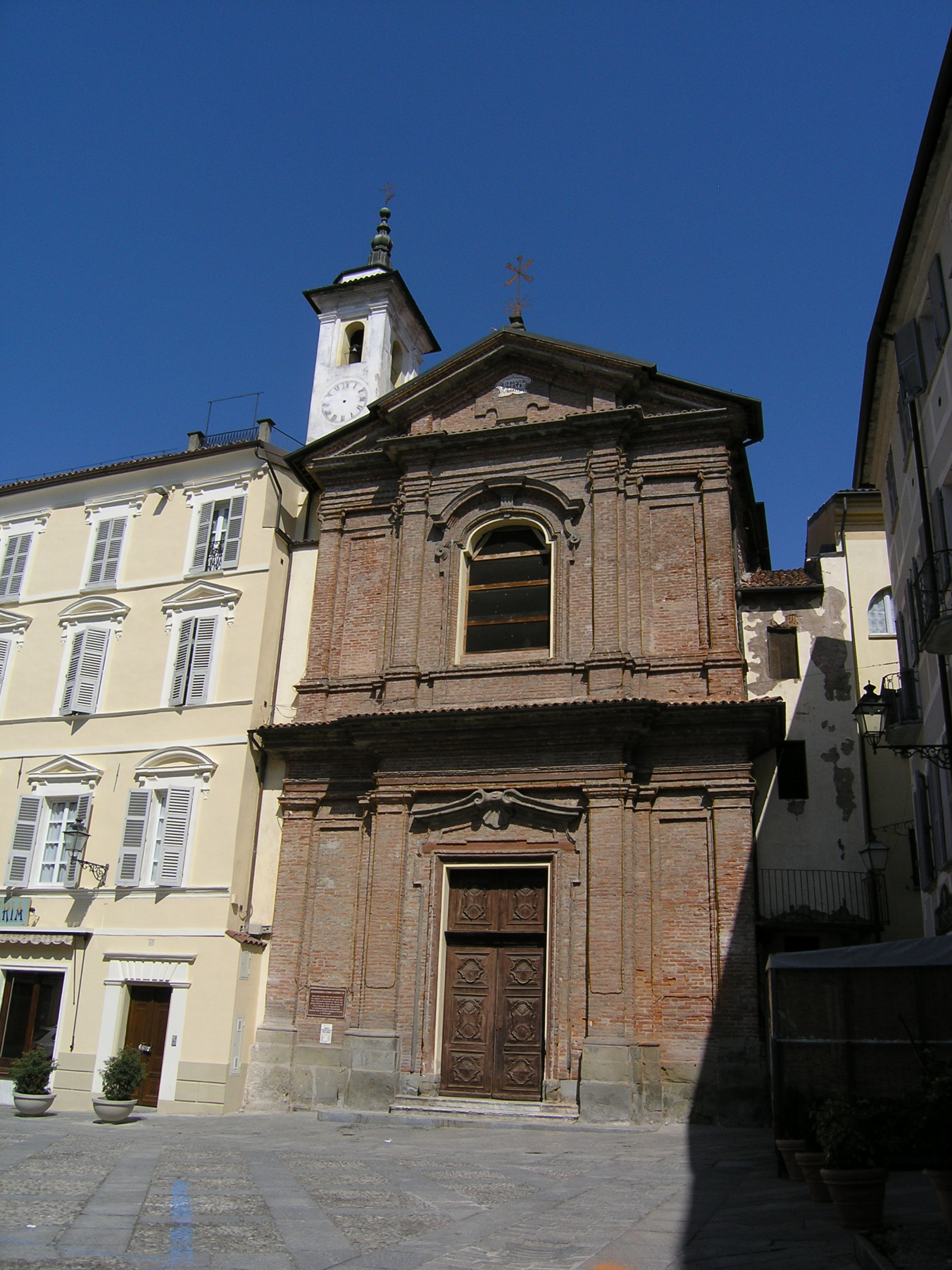
Chiesa dell'Arciconfraternita di Santa Maria e Santa Caterina

- Chiesa dell'Arciconfraternita di Santa Maria e Santa Caterina: è la più importante chiesa della città dopo il duomo, inizialmente il progetto fu commissionato all'architetto Guarino Guarini nel 1684 il quale però non venne realizzato, di fatto l'edificio venne poi costruito su progetto dell'architetto monregalese Francesco Gallo, per rimpiazzare due edifici andati persi nell'alluvione del 1584. Queste due antiche cappelle possedevano ciascuna un piccolo ospedale e appartenevano una alla Confraternita di Santa Maria detta dei Disciplinanti (Battuti), l'altra alla più antica Confraternita di Santa Caterina. Queste due primitive cappelle sorgevano dove adesso vi sono le scuole medie cittadine. Venne completata nel 1735, presenta un'unica navata con ricche decorazioni, ed una facciata in stile tardo barocco in mattoni a vista, a fronte piana. Gli affreschi sono del pittore Andrea Vinai di Pianvignale. Essendo stata distrutta la loro cappella dal governo napoleonico, dal 1800 in questa cappella venivano celebrate le messe per la Compagnia di Santa Elisabetta, detta delle Umiliate. Ospita le reliquie di San Clemente martire, provenienti dalle Catacombe di Roma,[14] e una statua dell'Addolorata. Dopo molti anni di abbandono, la parrocchia ha ceduto in comodato d'uso gratuito trentennale la chiesa alla municipalità, la quale nel settembre 2011 ha iniziato il restauro per la riqualificazione come sala polivalente senza provvedere alla sua sconsacrazione[28].
- Chiesa dello Spirito Santo: si trova in corso Garibaldi, è stata risanata nel 2010 quando le intemperie degli inverni precedenti e gli anni di sostanziale abbandono ne avevano minato la sicurezza statica. Fu costruita nel 1901, per rimpiazzare un'antica cappella risalente al Medioevo e demolita perché fatiscente. Essa si trovava di fronte all'attuale cappella ed era di proprietà dell'antica Confraternita dello Spirito Santo.
- Chiesa di San Carlo[29]: si trova nell'antica contrada Valgelata, odierna via Derossi in piazzetta Piantabella. Fu costruita poco dopo la canonizzazione del santo, avvenuta nel 1610. I lavori terminarono nel 1618, e venne affrescata internamente fra il 1631 e il 1632 dal pittore Giovanni Arigone. Peculiarità di questo edificio è il campanile, a pianta triangolare.

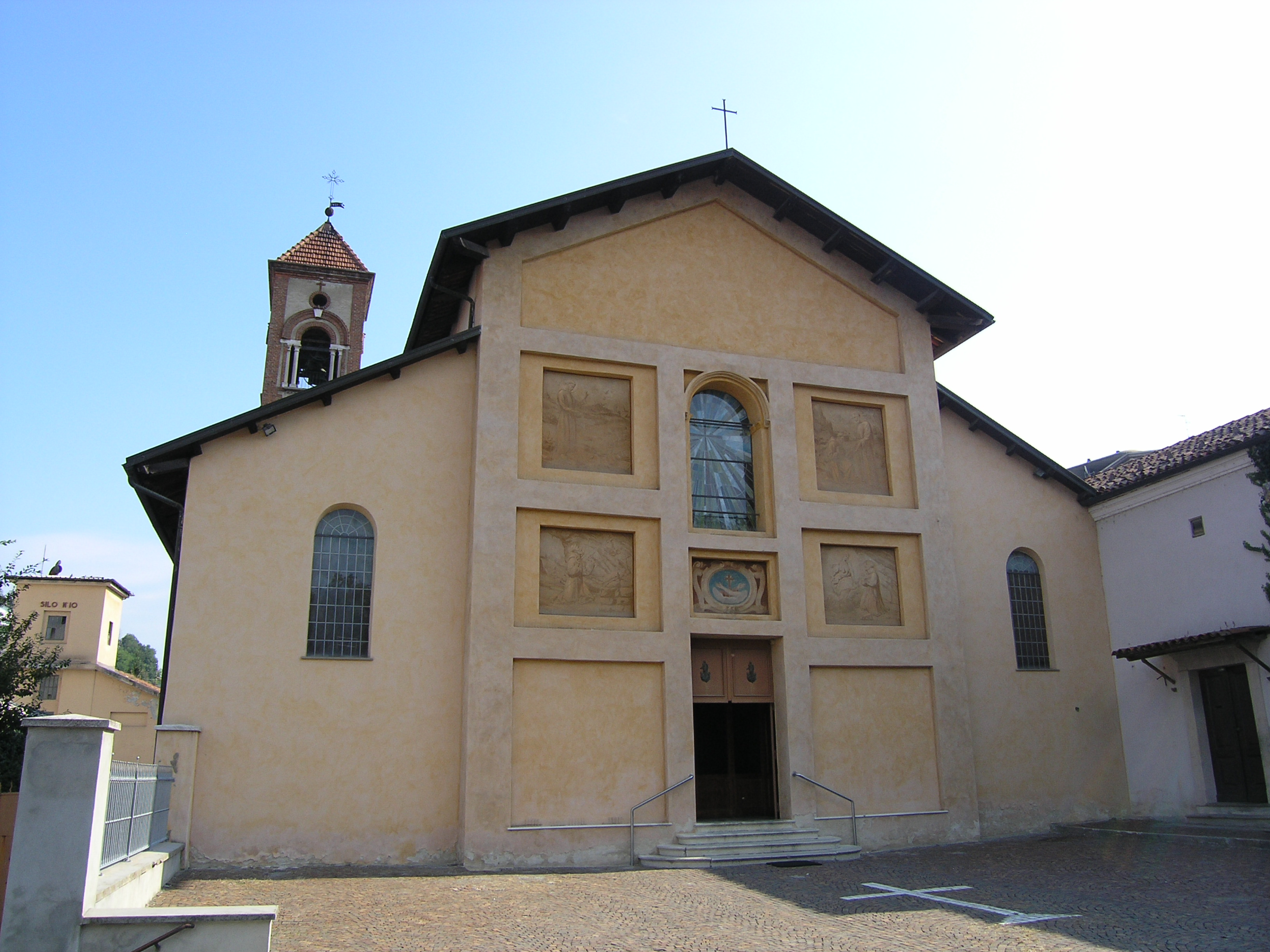
Chiesa dei padri Cappuccini

- Cappella di Maria Consolata: edificata nell'omonima via, è costruita in un luogo indicato come sacro da tempo immemore a causa delle fonti d'acqua che vi si trovano, considerate terapeutiche.[14]. E una struttura a navata unica, con due altari laterali, dedicati a San Rocco e Sant'Anna. Ha subito importanti restauri negli ultimi anni.
- Cappella di S. Pietro: è un tipico esempio di chiesetta di campagna, costruita e decorata sobriamente con i materiali a disposizione della popolazione locale. Si trova nella frazione Piana, sulla via che conduce a Lesegno.
- Cappella di S. Bernardino: è l'edificio sacro più recente, in quanto edificato solo nel dopoguerra, dopo che la chiesa originale fu rasa al suolo da un bombardamento alleato. È detta la terza cappella. La seconda fu quella distrutta durante la seconda guerra mondiale, mentre la prima cappella quattrocentesca, che si trovava oltre il quartiere Case rosse, fu distrutta dalle armate di Napoleone. Unico cimelio della prima cappella è una statuetta lignea di San Bernardino, uscita indenne dal bombardamento del 1944, mentre della seconda cappella è rimasta la campana, scampata al bombardamento. Al posto della seconda cappella ora sorge un pilone.
- Cappella di Santa Libera: piccola cappella settecentesca. Il nome di Santa Libera probabilmente è riferito alla Madonna, in quanto non esiste, nel martirologio romano, una santa di nome Libera, ma solo una di nome Liberata. Inoltre l'icona dell'altare maggiore non rappresenta una Santa "Libera", ma vi è una bella immagine della Madonna. Si trova nella regione detta della Torretta, dove un tempo si trovava una chiesa di Sant'Andrea risalente all'Anno Mille, già anticamente parrocchiale, ora sconsacrata e incorporata in un'abitazione privata.

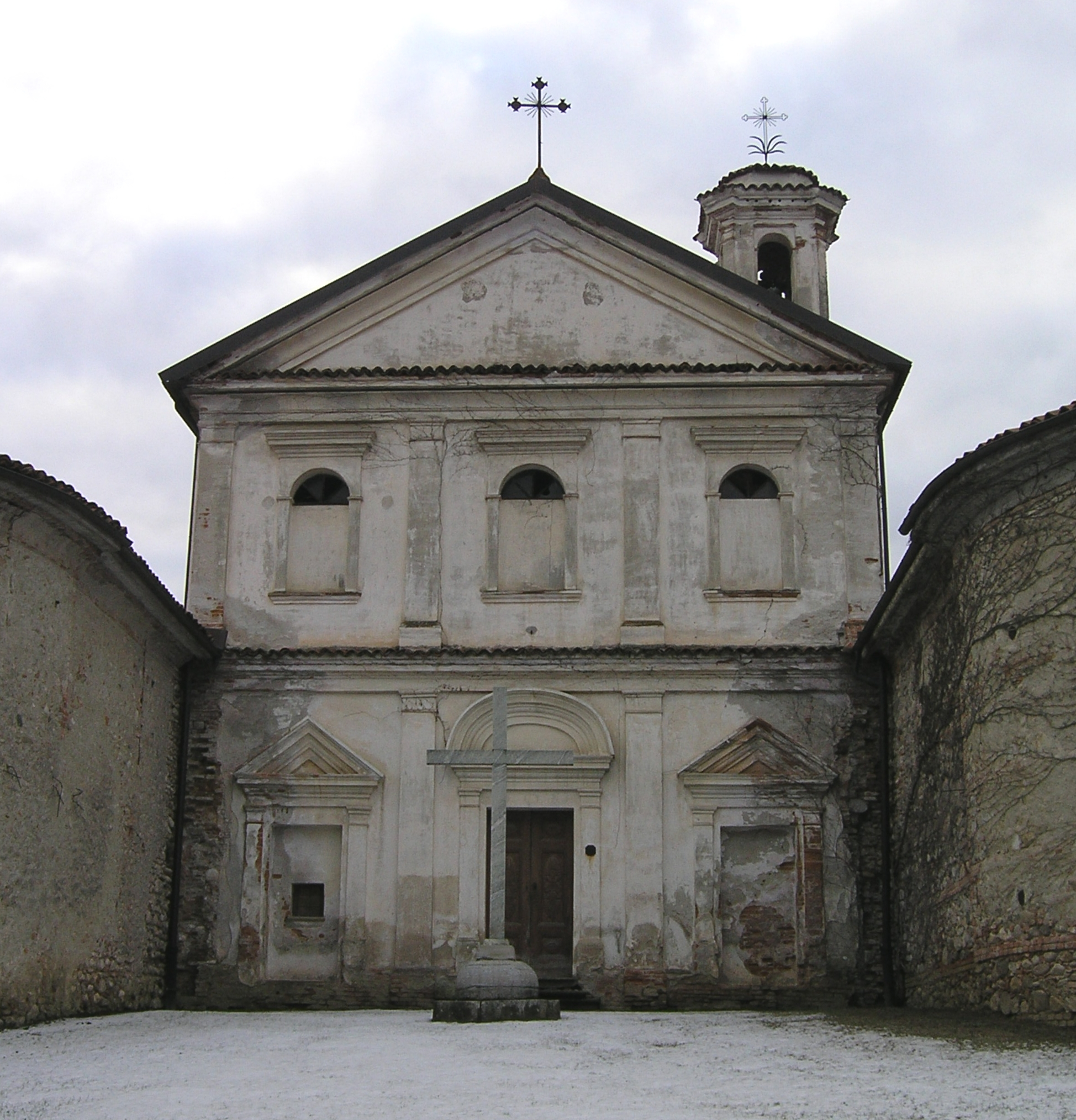
Chiesa di Sant'Agostino, attuale cappella mortuaria

- Cappella di Sant'Agostino: è la cappella mortuaria del cimitero urbano. Fu costruita nel 1845 dalla Compagnia del Suffragio e sorge sull'antica chiesa di Santa Maria delle Grazie, la quale fu demolita insieme al convento agostiniano che vi era lì presente a causa delle leggi napoleoniche di soppressione degli ordini religiosi. Ha una struttura ad un'unica navata con un unico altare maggiore. Le pareti sono ingombre di lapidi, tuttavia si possono ammirare alcuni semplici affreschi sulla volta. I suoi sotterranei sono destinati a luogo di sepoltura, ma da tempo sono pericolanti. Attualmente la chiesa esiste in cattivo stato, con la facciata scrostata, sprovvista di banchi ed arredi sacri, non visitabile ed utilizzata come magazzino.
- Cappella della Madonna della Guardia e dell'Addolorata al forte: è una cappelletta, scavata nella roccia del Forte di Ceva. Qui, secondo le credenze popolari, si sarebbe trovata durante uno scavo una statua della Madonna Addolorata.[14] Custodita per i secoli in questa cappelletta, fu trasportata nel duomo di Ceva quando i soldati napoleonici minacciarono di occupare il Forte. Attualmente la cappella ospita una riproduzione in gesso della statua. Questo piccolo oratorio è interamente affrescato, sia sulla volta che sulle pareti, anche se non è facile accedervi a causa dei fitti boschi che lo circondano.

## Società

### Evoluzione demografica
Abitanti censiti

### Etnie e minoranze straniere
Secondo i dati Istat al 31 dicembre 2017, i cittadini stranieri residenti a Ceva sono 967, così suddivisi per nazionalità, elencando per le presenze più significative:
1. Marocco, 273
2. Albania, 211
3. Romania, 187
4. Serbia, 62
5. Ucraina, 46
6. Nigeria, 40

## Cultura

### Istruzione

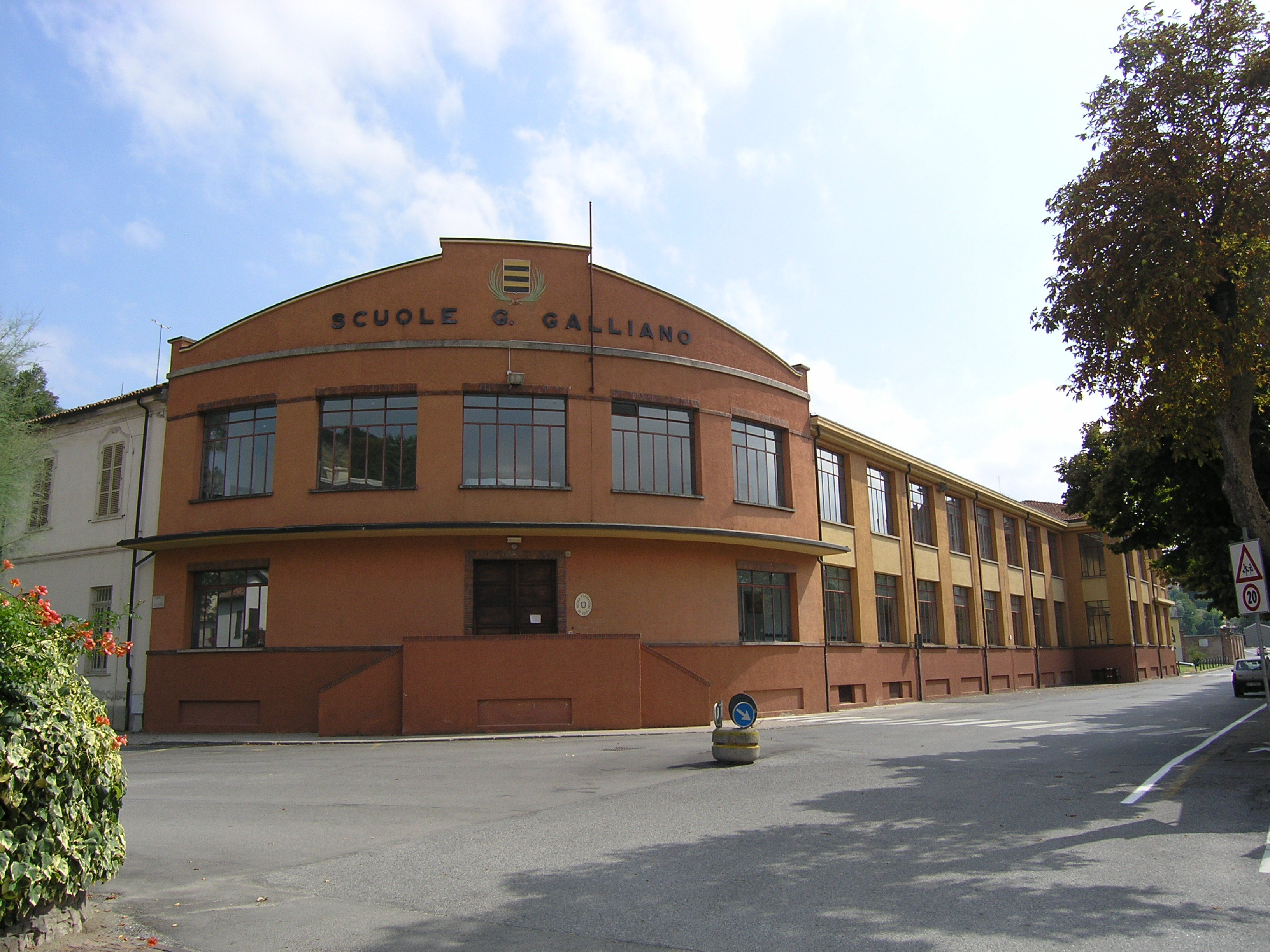
Le scuole elementari Giuseppe Galliano

#### Biblioteca
La Biblioteca civica Aloysius Bertrand si trova nell'antica sede della società operaia di Ceva, il cui palazzo del 1862 è stato riadattato allo scopo. Vi sono ospitati 15 000 volumi ed un archivio storico a disposizione dei suoi utenti. Presso la biblioteca è inoltre ospitato il museo storico città di Ceva, le cui sale espongono diversi cimeli, documenti e reperti di Giuseppe Galliano, nonché documentazione ed altri reperti risalenti al Risorgimento fino alla seconda guerra mondiale.
È inoltre presente un salone utilizzato spesso per presentazioni di libri, conferenze ed esposizioni artistiche.

#### Scuole
Nonostante Ceva sia una città piuttosto piccola, vi si possono trovare istituti di formazione di vario tipo, che spaziano dalla scuola per l'infanzia fino alla secondaria superiore, quest'ultima con vari indirizzi di studio (geometri, ragionieri e liceo scientifico). Dal 1953 è inoltre attivo un centro di formazione professionale.
Oltre ai normali istituti di formazione, a Ceva hanno sede anche il Civico Istituto Musicale "Carlo Marenco" i cui corsi, prima gestiti dal CFP a partire dall'anno formativo 2012/2013 sono curati dalla Fondazione Fossano Musica ed il centro di formazione forestale "Giuseppe Galliano", dei Carabinieri Forestali.

### Cucina
Tra le peculiarità culinarie della zona vi sono i cosiddetti cevesi al rhum, non dissimili dai dolci diffusi in buona parte del Piemonte, le carni bovine di particolare qualità, i prodotti dell'alimentazione povera d'un tempo (come patate e castagne), i formaggi e la frittata cebana, al cui panino nel 2014 è stata riconosciuta la denominazione comunale (De.Co.) di Ceva.

### Eventi
I principali eventi che la città offre sono i seguenti:
- Mostra del Fungo: si svolge ogni anno nella terza domenica di settembre ed è preceduta da un'intensa settimana di studio e ricerca micologica. Da circa mezzo secolo è uno dei riferimenti principali della micologia piemontese, attraendo inoltre appassionati e micologi da Francia, Belgio e Svizzera[43].
- Mercatino dell'usato di Ferragosto.
- Cerveza Fest: dal 1994 si svolge ogni anno in luglio[44], richiamando migliaia di persone[45].
- Fiera di Santa Lucia: non attrae più il gran numero di visitatori di un tempo, ma si tratta di un evento che ha origine nel XV secolo che da allora si svolge il mercoledì più prossimo alla ricorrenza di Santa Lucia. Si tratta di un appuntamento principalmente dedicato alla zootecnia, con la premiazione dei capi migliori di razza bovina Piemontese, ed al mondo agricolo in generale.[46]

## Geografia antropica

### Quartieri e rioni

#### Centro storico

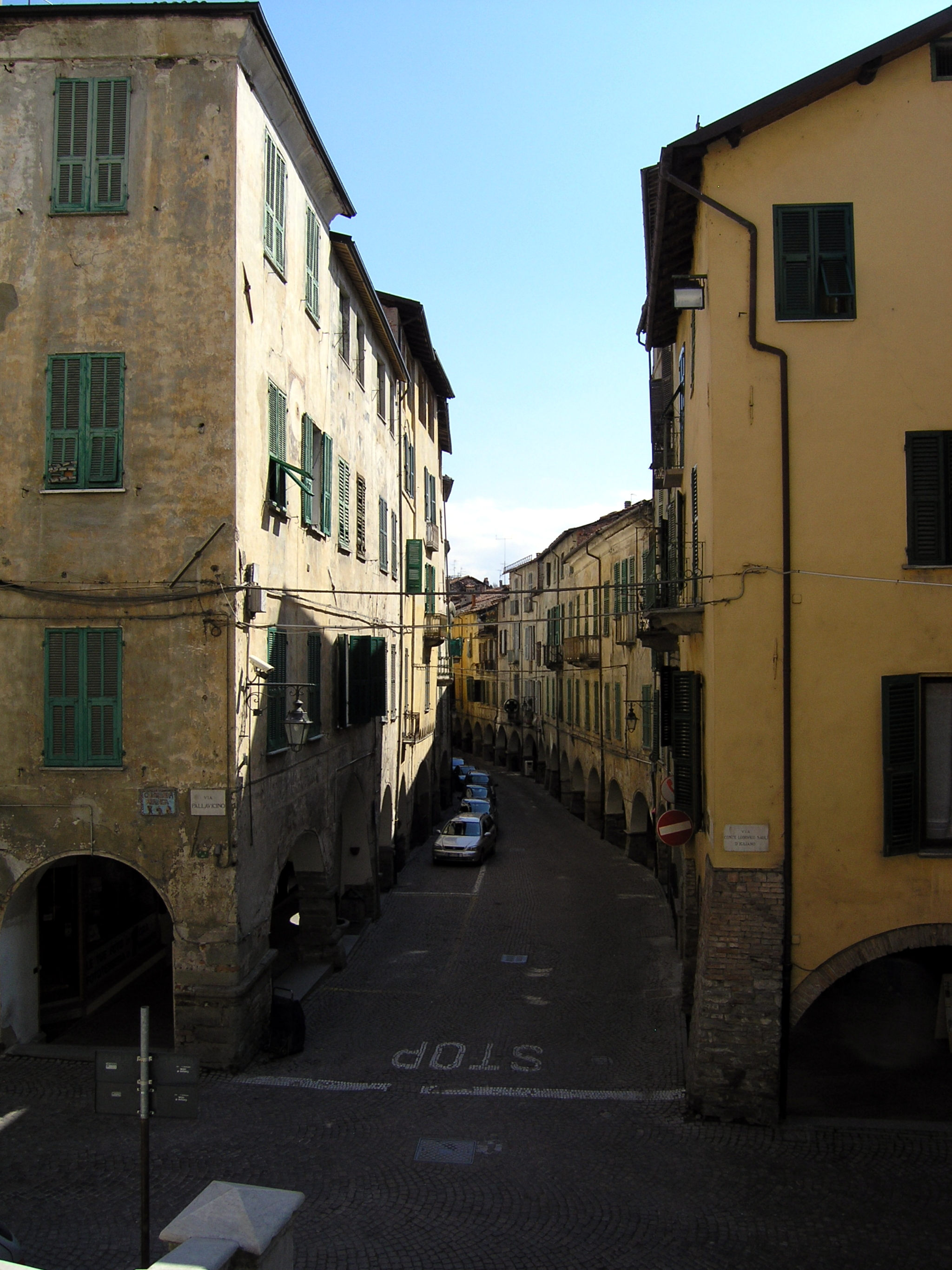
Via Marenco, via principale del centro storico

La città è suddivisa nei seguenti rioni:
- Borgo soprano: è il cuore cittadino, ricco di palazzi antichi e signorili, è definito soprano perché sorge sollevato rispetto ai fiumi che attraversano la città. Strada maestra è Via Carlo Marenco, bella via rinascimentale affiancata da entrambi i lati da portici sotto i quali si trovano tuttora molti esercizi commerciali, di cui diversi utilizzano ancora le antiche e ben conservate vetrine ed infissi in legno. Altra via degna di nota è Via Roma, presso la quale si apre Piazza Vittorio Emanuele II, ove si trova anche il palazzo di città. Adiacente al centro storico è anche la contrada detta Val gelata, attuale via Derossi, la quale era la via centrale della città antica.[14]
- Borgo sottano: indicata attualmente come Corso Giuseppe Garibaldi, è l'antico quartiere del mercato. Possiede ancora i suoi caratteristici portici medievali che si affacciavano su una piazza, trasformata col tempo in un largo viale alberato.
- Borgo San Francesco: costruito alla base della Rocca del Forte, sulla sponda sinistra del Torrente Cevetta, ospita due edifici di pregio: l'ex Regio Collegio-Convitto, ora sede delle Scuole Medie Statali "Attilio Momigliano", e l'ex convento Francescano soppresso da Napoleone, prima sede dell'ospedale cittadino, ora sede di ambulatori e uffici dell'Asl. Sulla lunetta dell'antico portale, ora murato, si può ancora vedere un affresco di Rufino d'Alessandria, che rappresenta la Madonna che allatta il Bambino affiancata da due Santi. Vi si trova anche Piazza Vittorio Veneto, la quale ospita l'ala coperta del mercato.
- Borgo Torretta;
- Borgo della Luna;

#### Ampliamenti urbani

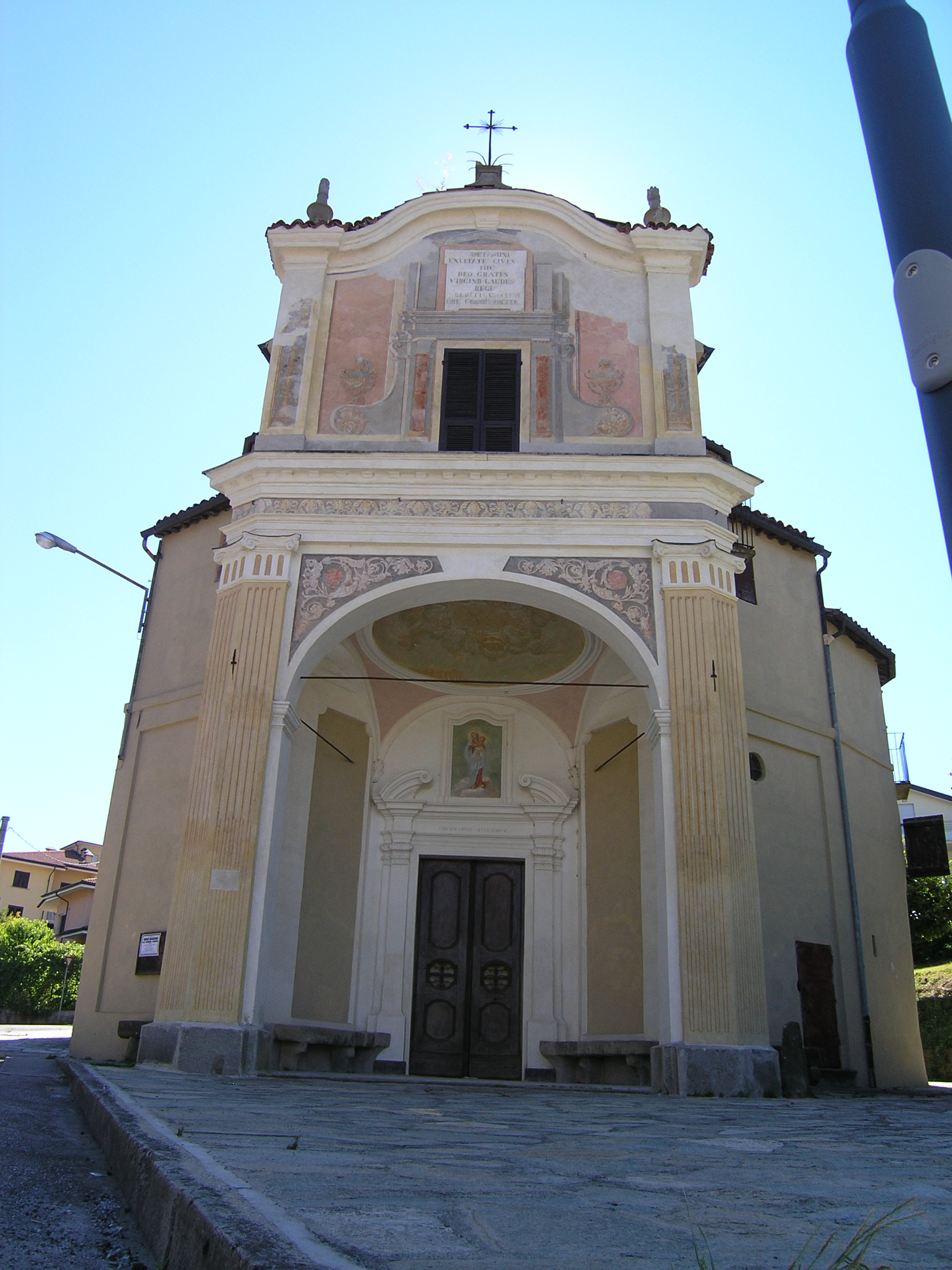
La chiesa della Consolata, nell'omonima via.

Le seguenti aree invece si trovano nel circondario della città:
- Consolata;
- Filatoio;
- Nosalini;
- Piana;
- San Bernardino;
- Villarello.

### Frazioni e località extra-urbane
La città amministra quattro frazioni: Mollere, Malpotremo (un tempo comune autonomo, nel 1928 accorpato a Ceva), Poggi Santo Spirito e Poggi San Siro. Esistono inoltre altre località all'interno del territorio comunale, talvolta erroneamente indicate come frazioni, quali Infermiera, Pratolungo ed altre.

#### Poggi Santo Spirito
Situata a circa quattro chilometri a sud del capoluogo, è suddivisa in alcune borgate; Borbo la principale, poi Santa Margherita, Vizzo, Mazzarelli, Marogna, Ratti. Conta poco più di un centinaio di residenti. Nella borgata principale si trova la Chiesa Parrocchiale dei SS. Spirito e Antonio che dà il nome al centro.
La frazione, di cui si hanno notizie fin dal XVI secolo, ai primi del novecento arrivò a ospitare circa 500 abitanti, e poteva contare su scuola materna ed elementare.
Le principali attività sul territorio, collinare, sono legate all'agricoltura, alla silvicoltura e all'allevamento.

## Economia
La città presenta un'economia mista, seppur con una secolare tradizione agricola. Da decenni presenta attività industriali di rilievo, e sta sviluppando il settore turistico.
A Ceva ha sede dal 1879 il Banco Azzoaglio, istituto bancario a conduzione familiare operativo essenzialmente tra Liguria e basso Piemonte.
Risultano occupati 2 862 individui, pari al 49,96% del numero complessivo di abitanti del comune, suddivisi fra:
| Tipologia       | Numero | Occupati | Percentuale |
| --------------- | ------ | -------- | ----------- |
| Industrie       | 181    | 832      | 29,07%      |
| Servizi         | 205    | 467      | 16,32%      |
| Amministrazione | 50     | 754      | 26,35%      |
| Altro           | 190    | 809      | 28,27%      |

### Agricoltura
La città presenta nel suo territorio colline coltivate prevalentemente a vite, frumento, mais ed in minima parte da noccioleti. Parte del territorio è coltivato per produrre mangimi per allevamento.

### Industria
Attualmente consiste in piccole aziende, con un'ampia gamma di produzioni, dai ricambi per auto all'industria dolciaria, passando per il tessile e le calzature. Le nuove strutture sono concentrate soprattutto nelle zone di San Bernardino e Piana Mondovì.

### Turismo
Ceva ha la denominazione di Comune turistico da alcuni anni.

## Infrastrutture e trasporti

### Strade
Ceva è collegata ai comuni limitrofi dalle strade provinciali 32 e 430, mentre comunica con le città di Imperia, Ormea e Mondovì attraverso la statale 28.

### Ferrovie
Ceva è collegata con la Liguria ed il resto del Piemonte tramite la linea Torino-Fossano-Savona. Da Ceva parte inoltre la linea ferroviaria Ceva-Ormea.

### Autostrada
Negli anni del dopoguerra venne varato un piano di realizzazione di grandi infrastrutture pubbliche, tra queste il 5 giugno 1956 venne istituita la società Ceva-Savona S.p.A.. Si diede vita ad un tratto autostradale, compreso nei 500 km di autostrade italiane del tempo, che doveva collegare efficacemente la Liguria al Piemonte. Venne così costruita la primitiva (e tristemente nota per la sua pericolosità) autostrada a tre corsie, con quella centrale per il sorpasso alternato. Il tratto terminava a qualche chilometro dalla città con un casello provvisorio.
Dal 1961 venne costruito il tratto Ceva-Fossano e nel 1970 venne raggiunta Torino.
Nel 1965 la città venne dotata di un nuovo casello autostradale, presso il nascente quartiere commerciale ed industriale di San Bernardino. Questo è utilizzato ancora oggi e serve l'intera valle Tanaro.

## Amministrazione
| Periodo         | Periodo        | Primo cittadino    | Partito                       | Carica  | Note |
| --------------- | -------------- | ------------------ | ----------------------------- | ------- | ---- |
| 7 novembre 1985 | 5 ottobre 1987 | Piero Carlotto     | Lista civica                  | Sindaco |      |
| 4 novembre 1987 | 23 aprile 1990 | Giuseppe Bottero   | Lista civica                  | Sindaco |      |
| 23 aprile 1990  | 24 aprile 1995 | Giovanni Taramasso | Partito Repubblicano Italiano | Sindaco |      |
| 24 aprile 1995  | 14 giugno 1999 | Alfredo Vizio      | Centro                        | Sindaco |      |
| 14 giugno 1999  | 8 giugno 2004  | Alfredo Vizio      | Indipendente                  | Sindaco |      |
| 14 giugno 2004  | 8 giugno 2009  | Davide Alciati     | Lista civica                  | Sindaco |      |
| 8 giugno 2009   | 26 maggio 2014 | Alfredo Vizio      | Lista civica                  | Sindaco |      |
| 26 maggio 2014  | 26 maggio 2019 | Alfredo Vizio      | Lista civica                  | Sindaco |      |
| 26 maggio 2019  | 9 giugno 2024  | Vincenzo Bezzone   | Lista civica                  | Sindaco |      |
| 9 giugno 2024   | in carica      | Fabio Mottinelli   | Lista civica                  | Sindaco |      |

Dati del Ministero dell'Interno.

### Gemellaggi
- Le Val, dal 1992[57]

### Altre informazioni amministrative
Ceva ha fatto parte della comunità montana Alto Tanaro Cebano Monregalese, fino all'estinzione dell'ente avvenuta nel 2017. Oggi fa parte dell'Unione montana di comuni delle Valli Mongia e Cevetta-Langa Cebana-Alta Valle Bormida.

## Sport

### Strutture sportive
La città presenta parecchie strutture sportive pubbliche e private:
- Palazzetto dello sport P.L. Nervi;
- Palazzetto dello sport Ex-Ilsa;
- Stadio Comunale e impianti sportivi F. Riera;
- Piscina Comunale all'aperto, presso il parco La Rotonda;
- Impianti sportivi Giosuè Borsi.